# Mikael Söderlund
Anders Mikael Folkesson Söderlund, född 25 mars 1965 i Engelbrekts församling i Stockholm, är en svensk kommunpolitiker (moderat) och numera rådgivare.
Mikael Söderlund, som är fil. kand., valdes in i kommunfullmäktige i Stockholms kommun 1991 och var borgarråd 1998–2008 – stadsbyggnadsborgarråd 1998–2002, oppositionsborgarråd 2002–2006, stadsbyggnads- och trafikborgarråd 2006–2008, i april 2008 även tillfälligtvis finansborgarråd sedan Kristina Axén Olin hade avgått. Under oppositionsperioden var han talesman i utbildnings- och näringslivsfrågor för Moderaterna i Stockholms stad. Söderlund var också politiskt ansvarig för Stockholms 750-årsjubileum 2002.
Söderlund är engagerad i utvecklingen av Stockholms stad, där han på sin hemsida nämner teman som ”En stad som växer”, ”Ren och trygg stad” och ”Kulturstaden”. Han arbetar också för ”en modern kunskapsskola”. Som en protest mot Söderlunds inställning till klotter har orden ”Mikael Söderlund was here” skrivits på flera ställen i Stockholm. Klottret är inspirerat av den välkända frasen ”Kilroy was here”. Söderlund har också en positiv inställning till bilar i staden och deras framkomlighet är en av de frågor som engagerat Söderlund under hans tid som borgarråd. I mars 2008 meddelade han att han lämnar den politiska banan i slutet av sommaren och påbörjar en ”civil karriär”, och blev i januari 2009 partner i Kreab. År 2016 grundade han rådgivningsbyrån Sthlm Urban Advisors med visionen att vara den ledande strategiska rådgivaren för alla aktörer som vill vara en del av en växande Stockholmsregion. Mikael Söderlund har två barn.